# Frontierland (Angleterre)
Ne doit pas être confondu avec Frontierland.
Frontierland était un parc d'attractions situé à Morecambe, dans le Lancashire, en Angleterre. Il fut ouvert de 1909 à 1999.

## Histoire

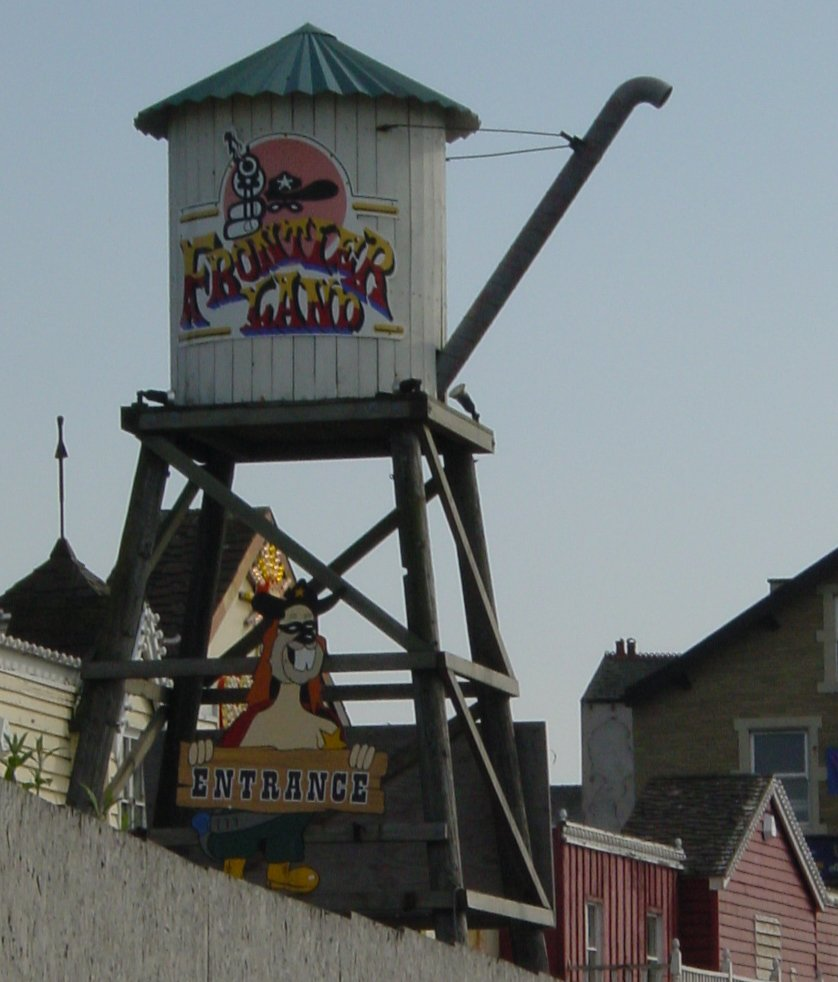
Pancarte à l'entrée du parc.

Le parc s'appelait West End Amusement park à son ouverture en 1909, puis plus tard Fun City puis Morecambe Pleasure Park. Enfin, en 1987, le parc reçoit un nouveau thème et est rebaptisé Frontierland.
En 2000 le parc ferma définitivement ses portes et toutes ses attractions furent détruites ou relocalisées sur d'autres sites dont Pleasureland Southport et Pleasure Beach, Blackpool.
L'ancien terrain du parc est aujourd'hui occupé par un supermarché Morrisons.

## Les anciennes attractions

### Les montagnes russes
| Nom de l'attraction                      | Type                                  | Constructeur      | Année d'ouverture | Année de fermeture |
| ---------------------------------------- | ------------------------------------- | ----------------- | ----------------- | ------------------ |
| American Coaster                         | Montagnes russes en métal junior      | Supercar          | -                 | 1999               |
| Jammin                                   | Montagnes russes en métal             | Barbisan          | -                 | -                  |
| Rattler                                  | Montagnes russes en métal             | Pinfari           | 1991              | 1999               |
| Runaway Mine Train                       | Montagnes russes en bois / Wild Mouse | -                 | 1960              | 1999               |
| Stampede                                 | Montagnes russes en métal             | Pinfari           | 1988              | 1998               |
| Texas Tornado Ouvert sous le nom Cyclone | Montagnes russes en métal             | Harry Traver (en) | 1937              | 1999               |

### Autres attractions
- Log flume - Bûches
- Polo Tower - Tour d'observation
- Noah's Ark
- Ghost train - Train fantôme
- Fun House - Palais du rire